# Guvernul Vasile Tarlev (2)
Al doilea guvern Tarlev a fost un cabinet de miniștri care a guvernat Republica Moldova în perioada 19 aprilie 2005 - 31 martie 2008.

## Formarea guvernului Tarlev
La data de 8 aprilie 2005, prin decret al Președintelui Republicii Moldova, Vladimir Voronin, emis în temeiul art. 98 alin. (1) și (2) din Constituția țării, domnul Vasile Tarlev este desemnat în calitate de candidat pentru funcția de Prim-ministru și este autorizat să întocmească programul de activitate și lista Guvernului și să le prezinte Parlamentului spre examinare.
La data de 19 aprilie 2005, noul guvern primește votul de încredere acordat de Parlament prin voturile celor 56 de deputați comuniști (din 101 parlamentari). De asemenea a fost aprobat și programul de guvernare, intitulat "Modernizarea țării - bunăstarea poporului". Împotrivă au votat 21 de deputați ai fracțiunii Alianța Moldova Noastră. Membrii guvernului au depus jurământul de credință în prezența președintelui Vladimir Voronin.
La data de 19 martie 2008, Vasile Tarlev și-a înaintat demisia din funcție, iar președintele Republicii Moldova, Vladimir Voronin, a demis întregul cabinet. Guvernul Tarlev a asigurat interimatul până la numirea unui nou guvern, la data de 31 martie 2008.

## Componența cabinetului
| Minister                                              | Nume                  | Portret                                                                | În funcție din     | Pînă la            |  |
| ----------------------------------------------------- | --------------------- | ---------------------------------------------------------------------- | ------------------ | ------------------ |  |
| Prim-ministru                                         | Vasile Tarlev         |                                                                        | 19 aprilie 2005    | 31 martie 2008     |  |
| Viceprim-miniștri                                     |                       |                                                                        |                    |                    |  |
| Prim-viceprim-ministru                                | Zinaida Greceanîi     | Zinaida Greceanîi, 2014 (cropped)                                      | 10 octombrie 2005  | 31 martie 2008     |  |
| Viceprim-ministru, Ministru al Afacerilor Externe     | Andrei Stratan        |                                                                        | 10 octombrie 2005  | 31 martie 2008     |  |
| Viceprim-ministru                                     | Valerian Cristea      |                                                                        | 19 aprilie 2005    | 15 noiembrie 2006  |  |
| Viceprim-ministru                                     | Vitalie Vrabie        |                                                                        | 15 noiembrie 2006  | 16 iulie 2007      |  |
| Viceprim-ministru                                     | Victor Stepaniuc      | Victor Stepaniuc (2012-04-06)                                          | 16 ianuarie        | 31 martie 2008     |  |
| Miniștri                                              |                       |                                                                        |                    |                    |  |
| Ministru al Economiei și Comerțului                   | Valeriu Lazăr         | Valeriu Lazăr (2015-06-19)                                             | 19 aprilie 2005    | 18 septembrie 2006 |  |
| Ministru al Economiei și Comerțului                   | Igor Dodon            | Igor Dodon (01.2017; cropped)                                          | 18 septembrie 2006 | 31 martie 2008     |  |
| Ministru al Finanțelor                                | Zinaida Greceanîi     | Zinaida Greceanîi, 2014 (cropped)                                      | 19 aprilie         | 10 octombrie 2005  |  |
| Ministru al Finanțelor                                | Mihail Pop            |                                                                        | 12 octombrie 2005  | 31 martie 2008     |  |
| Ministru al Agriculturii și Industriei Alimentare     | Anatolie Gorodenco    |                                                                        | 19 aprilie 2005    | 31 martie 2008     |  |
| Ministru al Ecologiei și Resurselor Naturale          | Constantin Mihăilescu |                                                                        | 19 aprilie 2005    | 26 februarie 2008  |  |
| Ministru al Ecologiei și Resurselor Naturale          | Violeta Ivanov        | Violeta Ivanov (2014-02-13)                                            | 26 februarie       | 31 martie 2008     |  |
| Ministru al Educației, Tineretului și Sportului       | Victor Țvircun        |                                                                        | 19 aprilie 2005    | 31 martie 2008     |  |
| Ministru al Sănătății                                 | Valerian Revenco      |                                                                        | 19 aprilie         | 8 noiembrie 2005   |  |
| Ministru al Sănătății                                 | Ion Ababii            |                                                                        | 8 noiembrie 2005   | 31 martie 2008     |  |
| Ministru al Protecției Sociale, Familiei și Copilului | Galina Balmoș         |                                                                        | 22 ianuarie 2007   | 31 martie 2008     |  |
| Ministru al Culturii și Turismului                    | Artur Cozma           |                                                                        | 19 aprilie 2005    | 31 martie 2008     |  |
| Ministru al Justiției                                 | Victoria Iftodi       |                                                                        | 19 aprilie 2005    | 20 septembrie 2006 |  |
| Ministru al Justiției                                 | Vitalie Pîrlog        |                                                                        | 20 septembrie 2006 | 31 martie 2008     |  |
| Ministru al Afacerilor Interne                        | Gheorghe Papuc        |                                                                        | 19 aprilie 2005    | 31 martie 2008     |  |
| Ministru al Dezvoltării Informaționale                | Vladimir Molojen      |                                                                        | 19 aprilie 2005    | 31 martie 2008     |  |
| Ministru al Apărării                                  | Valeriu Pleșca        | England - Plesca 050802-D-2987S-003 screen                             | 19 aprilie 2005    | 11 iunie 2007      |  |
| Ministru al Apărării                                  | Vitalie Vrabie        |                                                                        | 16 iulie 2007      | 31 martie 2008     |  |
| Ministru al Reintegrării                              | Vasilii Șova          | Vasilii Șova (2014-02-20)                                              | 19 aprilie 2005    | 31 martie 2008     |  |
| Ministru al Administrației Publice Locale             | Vitalie Vrabie        |                                                                        | 25 mai 2006        | 16 iulie 2007      |  |
| Ministru al Administrației Publice Locale             | Valentin Guznac       |                                                                        | 16 iulie 2007      | 31 martie 2008     |  |
| Ministru al Transporturilor și Gospodăriei Drumurilor | Miron Gagauz          |                                                                        | 19 aprilie 2005    | 23 ianuarie 2007   |  |
| Ministru al Transporturilor și Gospodăriei Drumurilor | Vasile Ursu           |                                                                        | 23 ianuarie 2007   | 31 martie 2008     |  |
| Ministru al Industriei și Infrastructurii             | Vladimir Antosii      |                                                                        | 19 aprilie 2005    | 31 martie 2008     |  |
| Membri ex-officio                                     |                       |                                                                        |                    |                    |  |
| Președinte al Academiei de Științe a Moldovei         | Gheorghe Duca         | Flickr - Ion Chibzii - The president of Academy of Sciences of Moldova | 31 martie 2008     | 31 martie 2008     |  |
| Guvernator (Bașcan) al UTA Găgăuzia                   | Gheorghe Tabunșcic    |                                                                        | 19 aprilie 2005    | 16 ianuarie 2007   |  |
| Guvernator (Bașcan) al UTA Găgăuzia                   | Mihail Formuzal       | Михаил Формузал                                                        | 16 ianuarie 2007   | 31 martie 2008     |  |

## Legături externe
- Guvernul Tarlev - 2 Arhivat în 24 iunie 2015, la Wayback Machine. pe interese.md

| Precedat(ă) de: Guvernul Vasile Tarlev (1) | Guvernul Vasile Tarlev (2) 19 aprilie 2005 - 31 martie 2008 | Succedat(ă) de: Guvernul Zinaida Greceanîi (1) |